# Transperth Trains

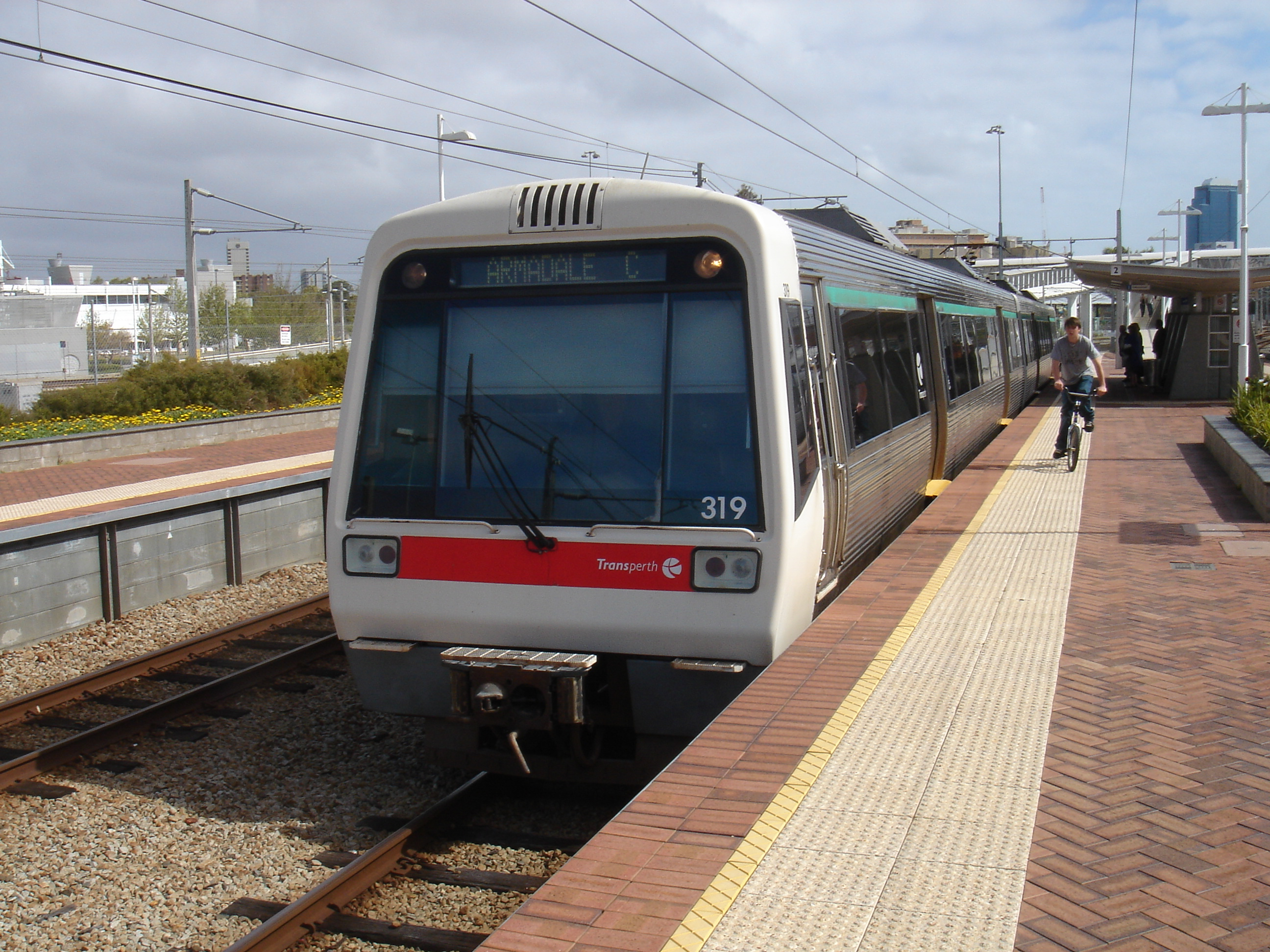
Voorzijde Transperth Trains te Claisebrook

Transperth Trains is een regionaal treinnetwerk, vergelijkbaar met de CityRail in Sydney, in de omgeving van de stad Perth (Australië). Het netwerk is onderdeel van het vervoersbedrijf in Perth, de Transperth, en valt onder de bevoegdheid van de Public Transport Authority.

## Geschiedenis
In het begin van de jaren 90 werd het netwerk geëlektrificeerd. Daarvoor deed het nog dienst met dieseltreinen. De kosten van de elektrificatie liep op tot $ 109.000.000. 
Transperth heeft vijf lijnen in de omgeving van Perth rijden. De lijnen van het net zijn:
- Armadale Line, gaat naar het zuiden in twee richtingen
- Fremantle Line, gaat naar zuidwesten van Perth
- Joondalup Line, gaat richting het noorden en kan verder verlengd worden van Clarkson naar Jindalee
- Midland Line, in de richting van het noordoosten.
- Mandurah Line, gaat naar het zuidelijkste puntje van het netwerk.

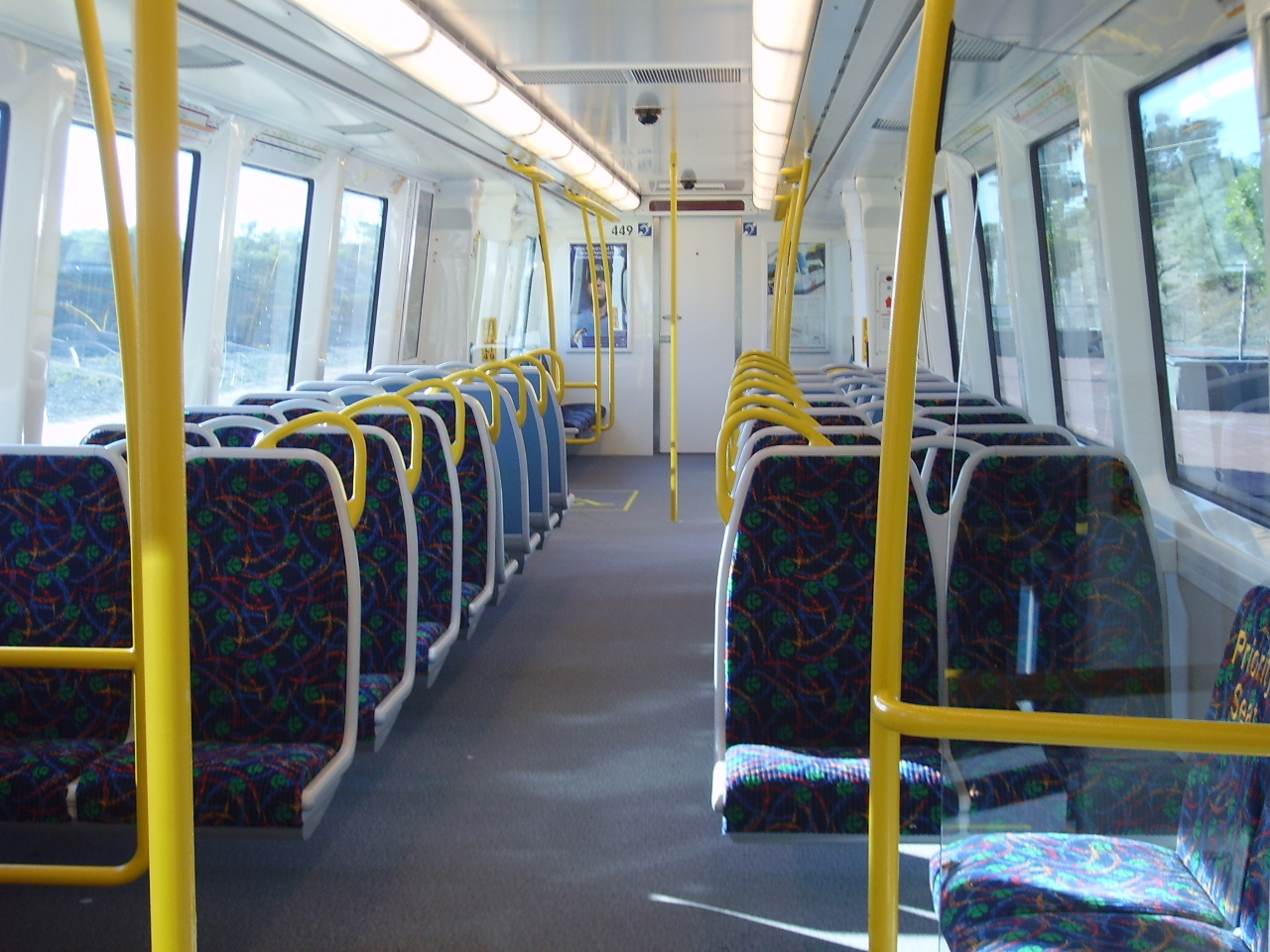
Het interieur van de nieuwe B-serie